# Ton van Genugten
Ton van Genugten (Eersel, 25 januari 1983 – Best, 26 augustus 2021) was een Nederlandse rallycoureur en ondernemer.

## Carrière

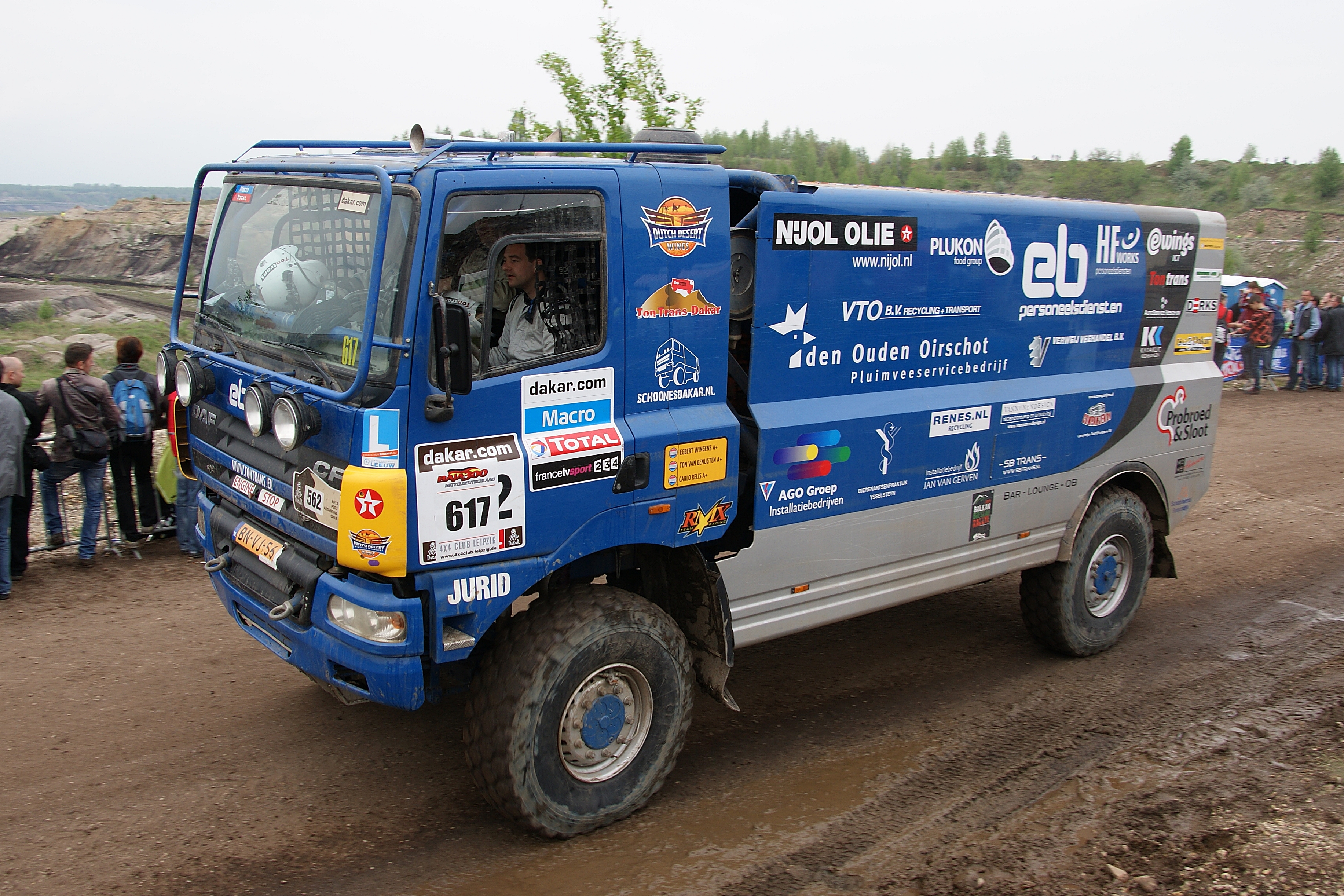
Van Genugten tijdens de BAJA 300 Powerdays in 2013. Hij reed de BAJA 300 rally ter voorbereiding van Dakar 2014

Van Genugten werd voornamelijk bekend vanwege zijn deelnames aan de Dakar-rally. Hij deed zes keer mee, tussen 2013 en 2018. De eerste Dakar reed hij als monteur mee op de vrachtwagen van Team Schoones, het jaar erop was hij coureur bij hetzelfde team. In 2016 behaalde hij zijn beste resultaat met een vijfde plek in het klassement. In 2018 won hij vier etappes.
Naast coureur was hij directeur van transportbedrijf TonTrans, een bedrijf dat zich bezighoudt met mest-verwerking en -transport. 
Van Genugten kwam op 38-jarige leeftijd om het leven bij een bedrijfsongeval.

## Palmares
Team Schoones
- 2013 Dakar-rally: 36e (als monteur)
- 2014 Dakar-rally: 26e

Team TonTrans
- 2014: Baja Aragón:  (1 etappeoverwinning)
- 2015 Dakar-rally: 11e

Team De Rooy
- 2015 Rallye OiLibya du Maroc: 7e

- 2016 Dakar-rally: 5e
- 2017 Dakar-rally: 16e
- 2017 Silk Way Rally: 6e
- 2018 Dakar-rally: 8e (4 etappeoverwinningen)